# Gyrovirus
Gyrovirus é um género de vírus da família Anelloviridae. Até 2011, o vírus da anemia de frango foi o único gyrovirus identificado, mas desde então os gyrovírus também foram identificados em humanos.